# Caridina sundanella
Caridina sundanella е вид десетоного от семейство Atyidae.

## Разпространение и местообитание
Видът е разпространен в Индонезия (Малки Зондски острови).
Обитава сладководни басейни и потоци.